# Rinus Paul

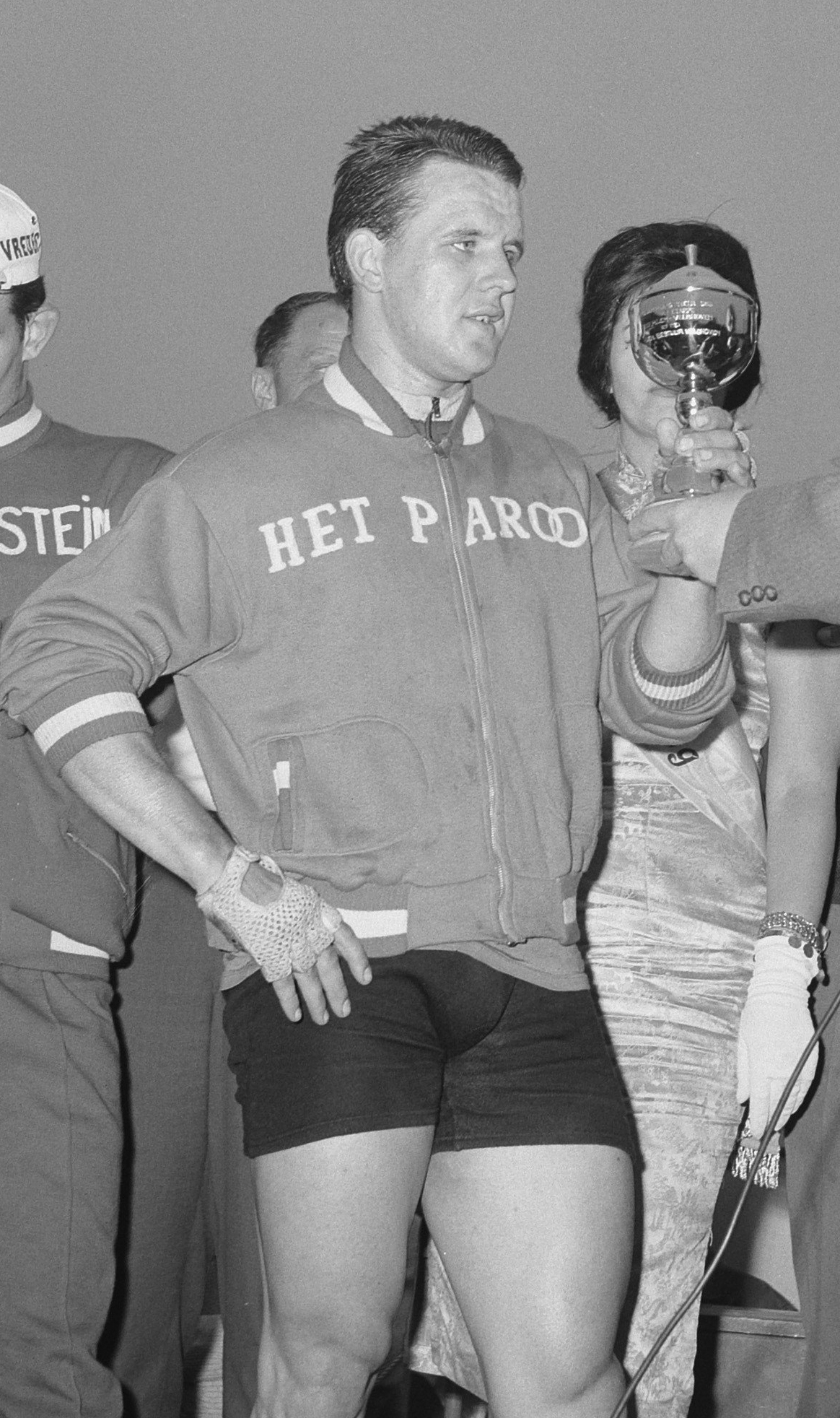
Rinus Paul 1963

Marinus Cornelis „Rinus“ Paul (* 17. August 1941 in Den Haag) ist ein ehemaliger niederländischer Radrennfahrer und nationaler Meister im Radsport.

## Sportliche Laufbahn
Paul war im Straßenradsport und im Bahnradsport aktiv. Er war Teilnehmer der Olympischen Sommerspiele 1960 in Rom. Dort belegte er im Tandemrennen mit Mees Gerritsen den 4. Platz. Die nationale Meisterschaft im Zweier-Mannschaftsfahren gewann er 1961 mit Gerard Koel als Partner. 1962 siegte er in der Meisterschaft über 50 Kilometer. 1960 siegte er in der Ronde van Zuid-Holland. In der Internationalen Friedensfahrt 1961 war er ausgeschieden. 1963 holte er Etappensiege in der Ronde van Noord-Holland und in der Olympia’s Tour. Von 1964 bis 1970 war er Unabhängiger und Berufsfahrer. Auf der Bahn wurde er 1964 Vize-Meister im Sprint der Profis.